# Pilou Asbæk
Johan Philip (Pilou) Asbæk (Kopenhagen, 2 maart 1982) is een Deense acteur.
Asbæk is een zoon van de galeriehouders Maria Patricia Tonn Asbæk en Jacob Asbæk. Hij volgde zijn schoolopleiding op het internaat Herlufsholm bij Næstved. Hier schreef hij al toneelstukken, waarin hij zelf meespeelde. Na een ontmoeting met de Amerikaanse acteur Bill Pullman besloot hij zelf acteur te worden. Hij bezocht de Statens Teaterskole in Kopenhagen, waar hij in 2008 zijn opleiding afrondde.
Grote bekendheid dankt hij aan zijn rol als de spindoctor Kasper Juul in de meermaals bekroonde televisieserie Borgen. Hij had ook een rol (soldaat David Grüner) in aflevering 3 van The Killing II. Sinds 2016 is hij te zien in Game of Thrones in de rol van de eerzuchtige kapitein Euron Greyjoy.
Bij het Internationaal filmfestival van Berlijn in 2011 werd hem een 'Shooting Stars Award' toegekend.
Hij was een van de presentatoren van het Eurovisiesongfestival 2014.

## Filmografie

### Film
- 2008: Dig og mig
- 2008: To verdener
- 2009: Monsterjægerne
- 2010: En familie
- 2010: R
- 2010: The Whistleblower
- 2011: Bora Bora
- 2012: Kapringen
- 2013: Spies & Glistrup (Sex, drugs and taxation)
- 2014: Lucy
- 2014: Kapgang
- 2014: Fasandræberne
- 2015: 9 April als tweede luitenant Sand
- 2015: Krigen
- 2016: The Great Wall
- 2016: Ben-Hur
- 2017: Ghost in the Shell
- 2017: Woodshock
- 2021: Outside the Wire
- 2023: Hidden Strike

### Televisie
- 2010-2013: Borgen als spin doctor Kasper Juul
- 2011: Forbrydelsen / The Killing II
- 2014: 1864
- 2016-2019: Game of Thrones als Euron Greyjoy
- 2020: Efterforskningen (The Investigation)
- 2023: Forhøret (Face to Face) als Markus Lang